# Arquitectura dravídica

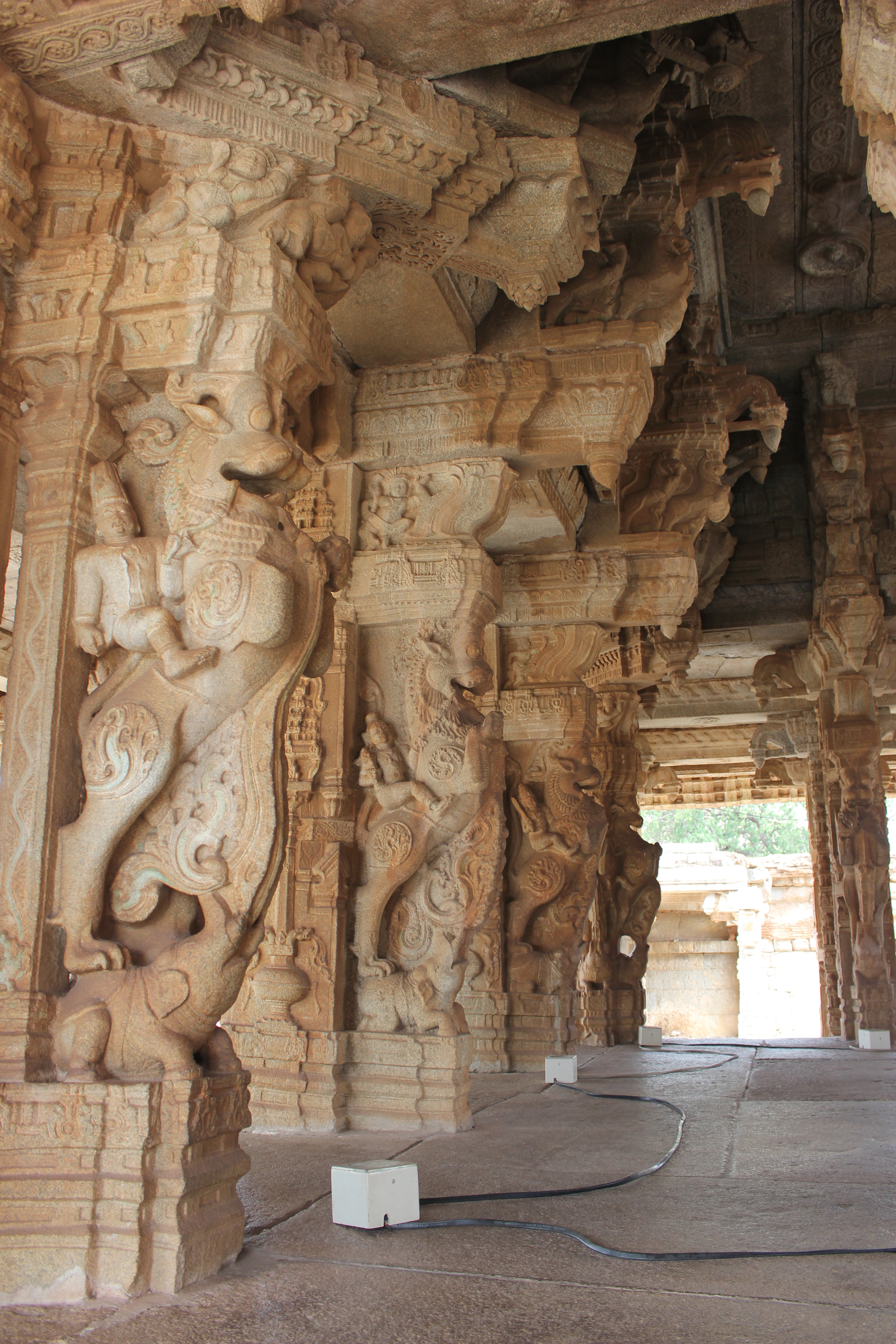
Los templos de estilo dravídico se caracterizan por pilares de Yali

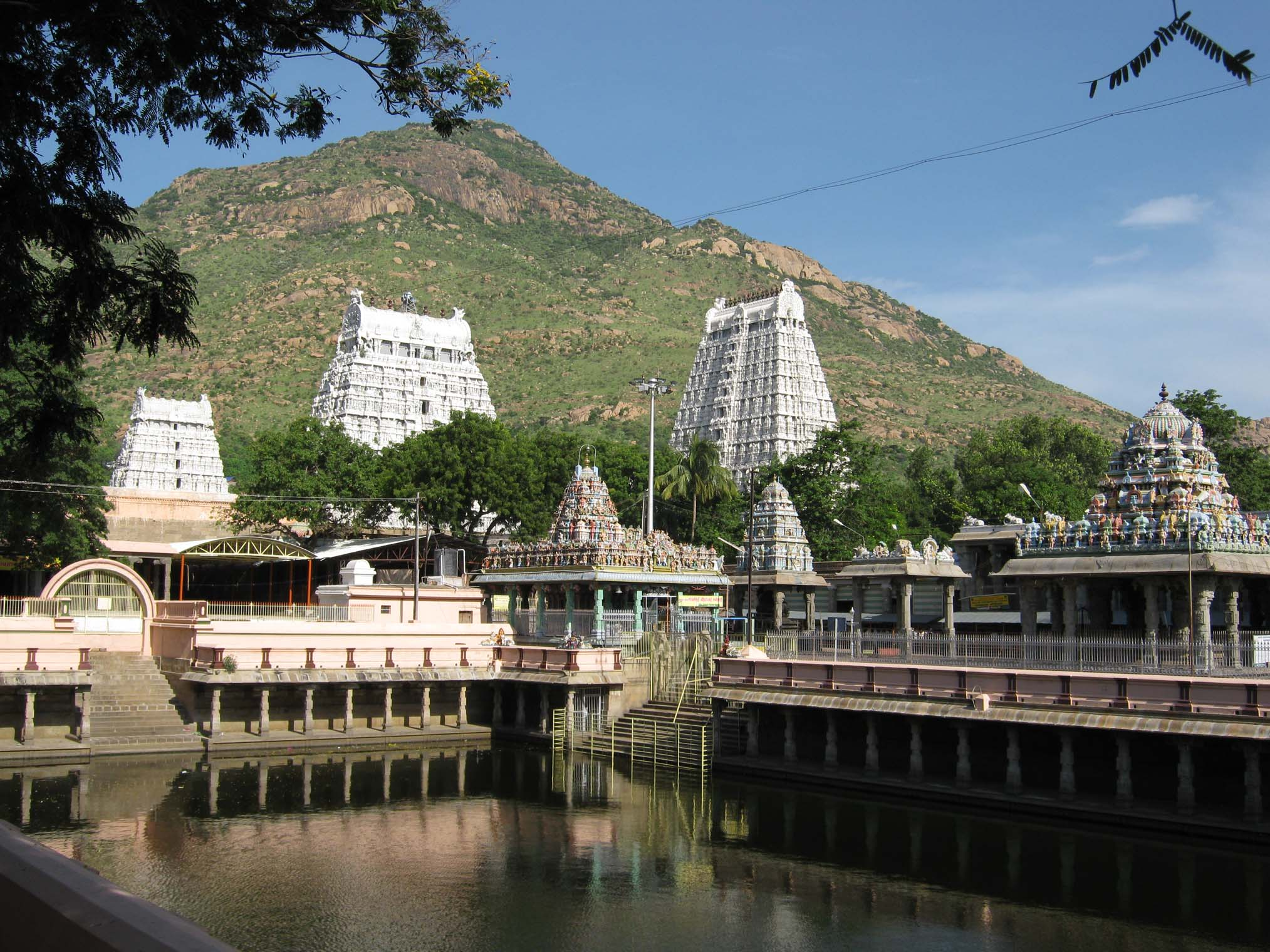
El templo de Annamalaiyar en Thiruvannamalai, en el estado de Tamil Nadu.

La arquitectura dravídica es un lenguaje arquitectónico en la arquitectura de los templos hinduistas que surgió en la parte sur del subcontinente indio, alcanzando su forma final en el siglo XVI. Consiste principalmente en templos hindúes donde el rasgo dominante es la altura de la entrada gopuram; los grandes templos tienen varias. Mencionado como uno de los tres estilos de construcción de templos en el antiguo libro Vastu shastra, la mayoría de las estructuras existentes se encuentran en los estados de Andhra Pradesh, Karnataka, Kerala, Tamil Nadu y Telangana. Varios reinos e imperios como la dinastía Chola, la Chera, los kakatiyas, los pandyas, los pallavas, los gangas, los Kadambas, los rashtrakutas, los  chalukyas, los Hoysalas, y el imperio Vijayanagara entre otros han hecho una contribución sustancial a la evolución de la arquitectura dravidiana.

## Historia

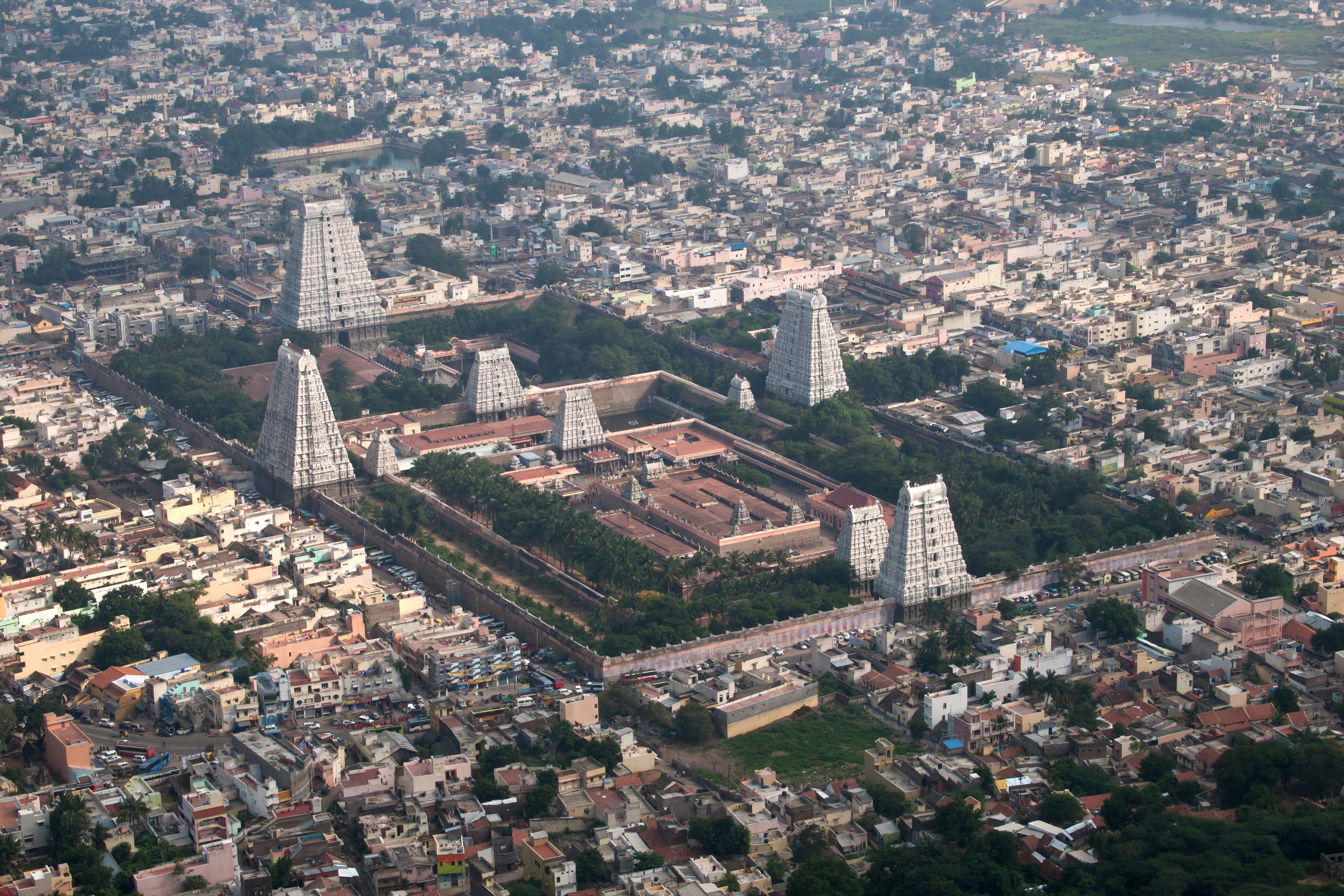
Disposición típica de la arquitectura dravidiana que evolucionó desde la residencia del rey y se basa en el «mandala de sthandila».

En todo Tamiḻakam, un rey era considerado divino por naturaleza y poseía un significado religioso. El rey era «el representante de Dios en la tierra» y vivía en un koyil, que significa «residencia de Dios». La palabra tamil moderna para templo es koil. La adoración titular también fue dada a los reyes. Otras palabras para rey como kō Tolkappiyam se refiere a los Tres Reyes Coronados como los «Tres Glorificados por el Cielo»". En el sur de habla dravídica, el concepto de la realeza divina llevó a la asunción de roles importantes por parte del estado y el templo.
Los textos Mayamata y Manasara shilpa que se estima que estarían en circulación entre los siglos V y VII, son una guía sobre el estilo dravidiano de Vastu Shastra diseño, construcción, escultura y técnica de carpintería. Isanasivagurudeva paddhati es otro texto del siglo IX que describe el arte de la construcción en el sur y centro de la India. En el norte de la India, Brihat-samhita por Varāhamihira es el manual sánscrito antiguo ampliamente citado del siglo VI que describe el diseño y la construcción del estilo Nagara de los templos hindúes. La arquitectura y el simbolismo tradicional dravidiano también se basan en Agamas. Los Agamas son de origen no védico, y han sido fechados como textos post-védicos, o como composiciones pre-védicas. Los Agamas son una colección de escrituras tamiles y sánscritas que constituyen principalmente los métodos de construcción de templos y creación de murti, medios de adoración de deidades, doctrinas filosóficas, prácticas meditativas, logro de seis deseos y cuatro clases de yoga.

### Composición y estructura
Los templos de estilo chola constan casi invariablemente de las tres partes siguientes, dispuestas de diferentes maneras, pero que difieren en sí mismas únicamente según el período en la que fueron ejecutadas:
1. Los porches o mandapa, que siempre cubren y preceden a la puerta de acceso a la celda.
2. Pirámides de puerta, gopuram, que son las principales características de los recintos cuadrangulares que rodean a los templos más notables, y que son muy comunes en los templos dravídicos.
3. Las salas de pilares (Chaultris o Chawadis) se utilizan para muchos fines y son los acompañantes invariables de estos templos.

Además de estos, un templo del sur de la India suele tener un estanque llamado Kalyani o Pushkarni - para ser utilizado con fines sagrados o para la conveniencia de los sacerdotes - a él se adosan viviendas para todos los grados del sacerdocio, y otros edificios para el estado.

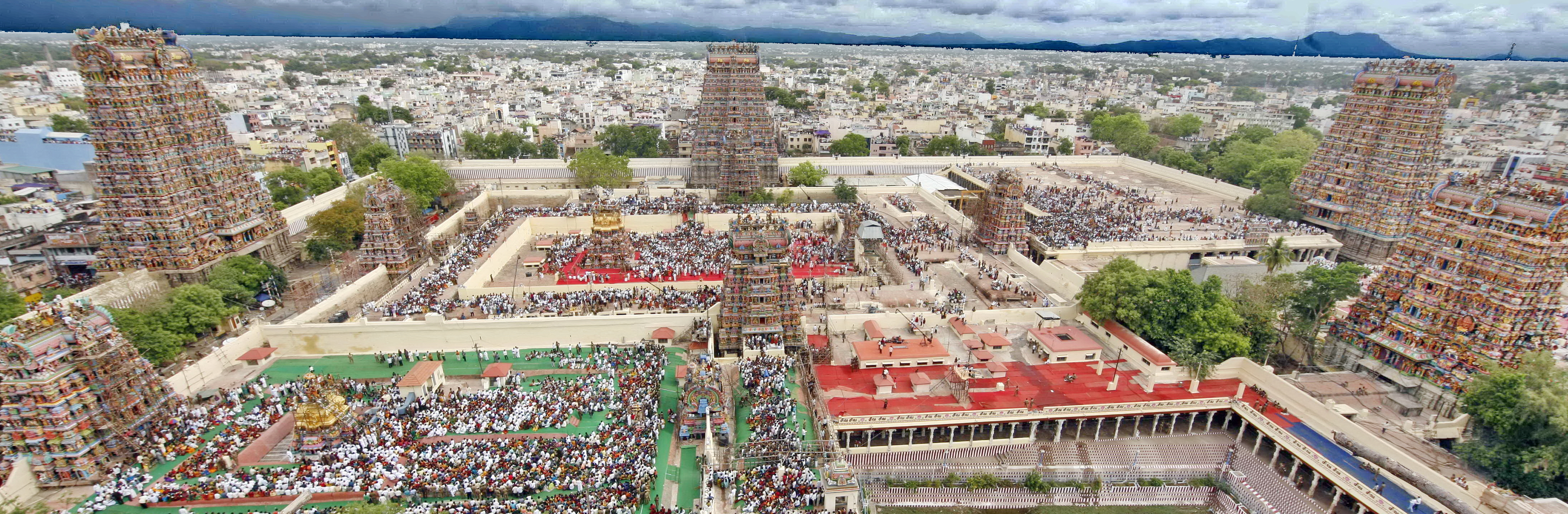
Una vista aérea del Templo de Meenakshi Amman, en Madurai de la provincia de Tamil Nadu, desde lo alto del gopuram sur, mirando hacia el norte.

## Influencia de diferentes períodos
En el sur de la India, siete reinos e imperios imprimieron su influencia en la arquitectura durante diferentes épocas.

### Período de Sangam

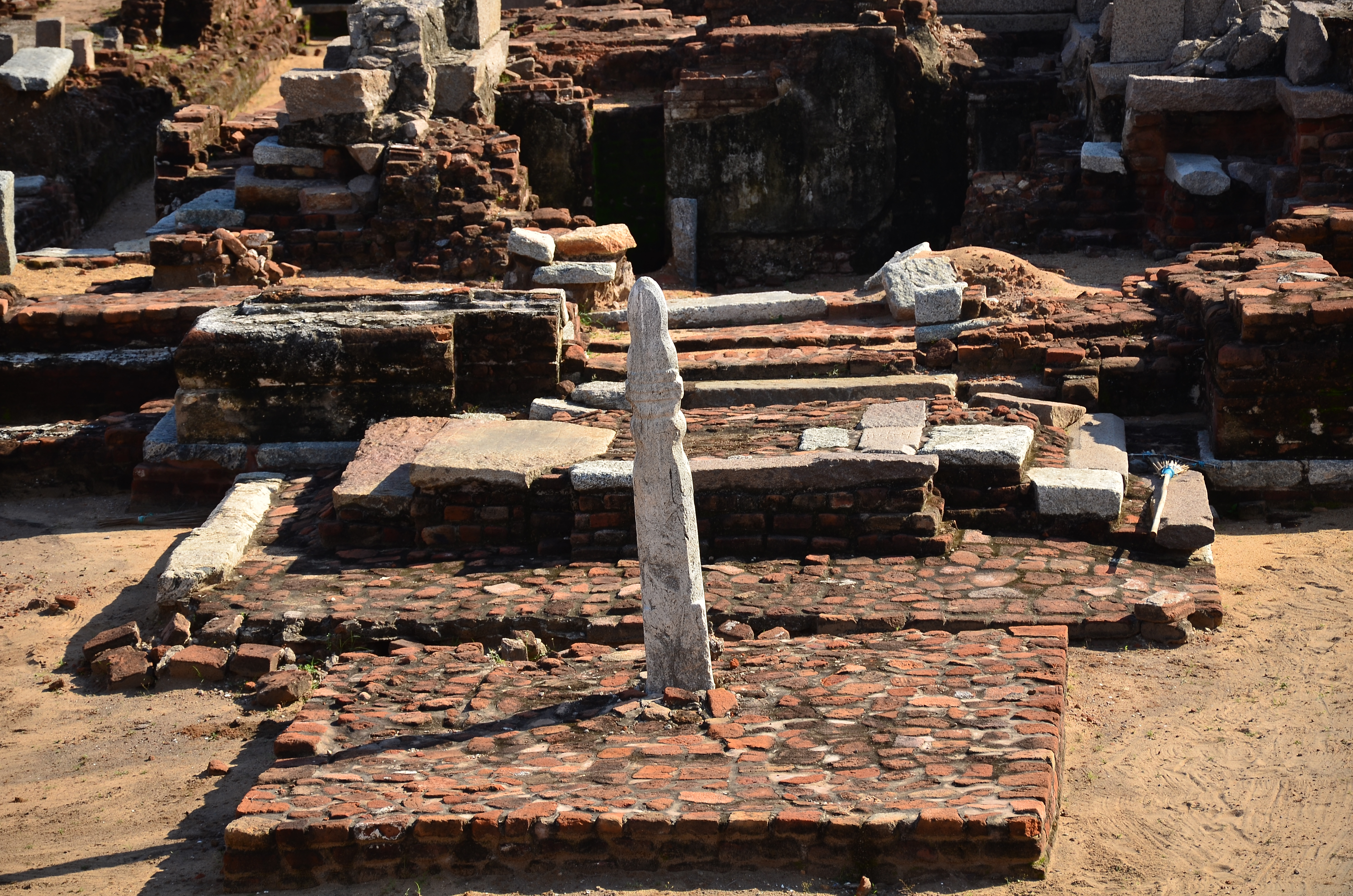
Piedra "vel" en una plataforma de ladrillo a la entrada del Templo Murugan, Saluvankuppam, Tamil Nadu, 300 a.C-300 d.C.

Desde el 300 a. C. hasta el 300 d. C., los mayores logros de los primeros reinos de Chola, Chera y Pandya incluyeron templos de ladrillo a las deidades Kartikeya, Shiva, Amán y Vishnu. Varios de ellos han sido desenterrados cerca de Adichanallur, Nagapattinam y Mahabalipuram, la construcción y los planos de estos lugares de culto fueron compartidos con cierto detalle en varios poemas de la literatura sangam. Uno de ellos, el templo Murugan de Saluvannkuppan, descubierto en 2005, consta de tres capas. La capa más baja, que consiste en un santuario de ladrillo, es una de las más antiguas de su tipo en el sur de la India, y es el santuario más antiguo encontrado dedicado a Karttikeya. Es uno de los dos únicos templos hindúes de ladrillo pre dinastía Pallava que se encuentran en el estado, el otro es el templo Veetrirundha Perumal en Veppathur dedicado al señor Vishnu. Las dinastías del Tamiḻakam medieval temprano expandieron y erigieron adiciones estructurales a muchos de estos santuarios de ladrillo. Las esculturas de arte erótico, naturaleza y deidades del templo de Meenakshi Amman y del templo Ranganathaswamy datan del período Sangam.

### Chalukia de Badami

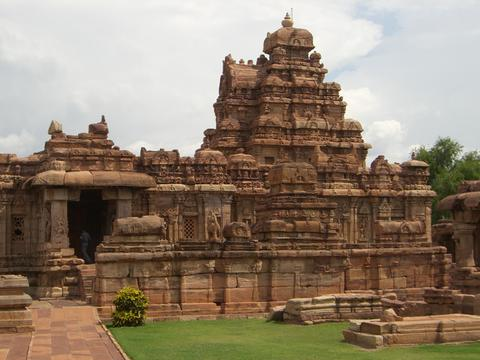
Templo de Virupaksha perteneciente al conjunto de monumentos de Hampi, Pattadakal, Karnataka edificado en el 740.

Los chalukias de Badami, también llamados los «Primeros Chalukyas», gobernaron desde Badami, Karnataka en el período 543 - 753 y engendraron el estilo «Vesara» llamado arquitectura Chalukia de Badami. Los mejores ejemplos de su arte se ven en Pattadakal, Aihole y Badami en el norte de Karnataka. Más de 150 templos permanecen en la cuenca del Malaprabha.
El legado más perdurable de la dinastía Chalukia es la arquitectura y el arte que dejaron atrás. Más de ciento cincuenta monumentos atribuidos a los Chalukia Badami, y construidos entre 450 y 700, permanecen en la cuenca del Malaprabha en Karnataka.
Los templos rocosos de Pattadakal, declarados por la UNESCO Patrimonio de la Humanidad, Badami, Aihole y Mahakuta son sus monumentos más famosos. Dos de las famosas pinturas de Ajantā cueva n.º 1, "La Tentación de Buda" y "La Embajada Persa", se atribuyen a ellos. Este fue el comienzo del estilo de arquitectura "Chalukia" y la consolidación del estilo del sur de la India.

### Pallavas

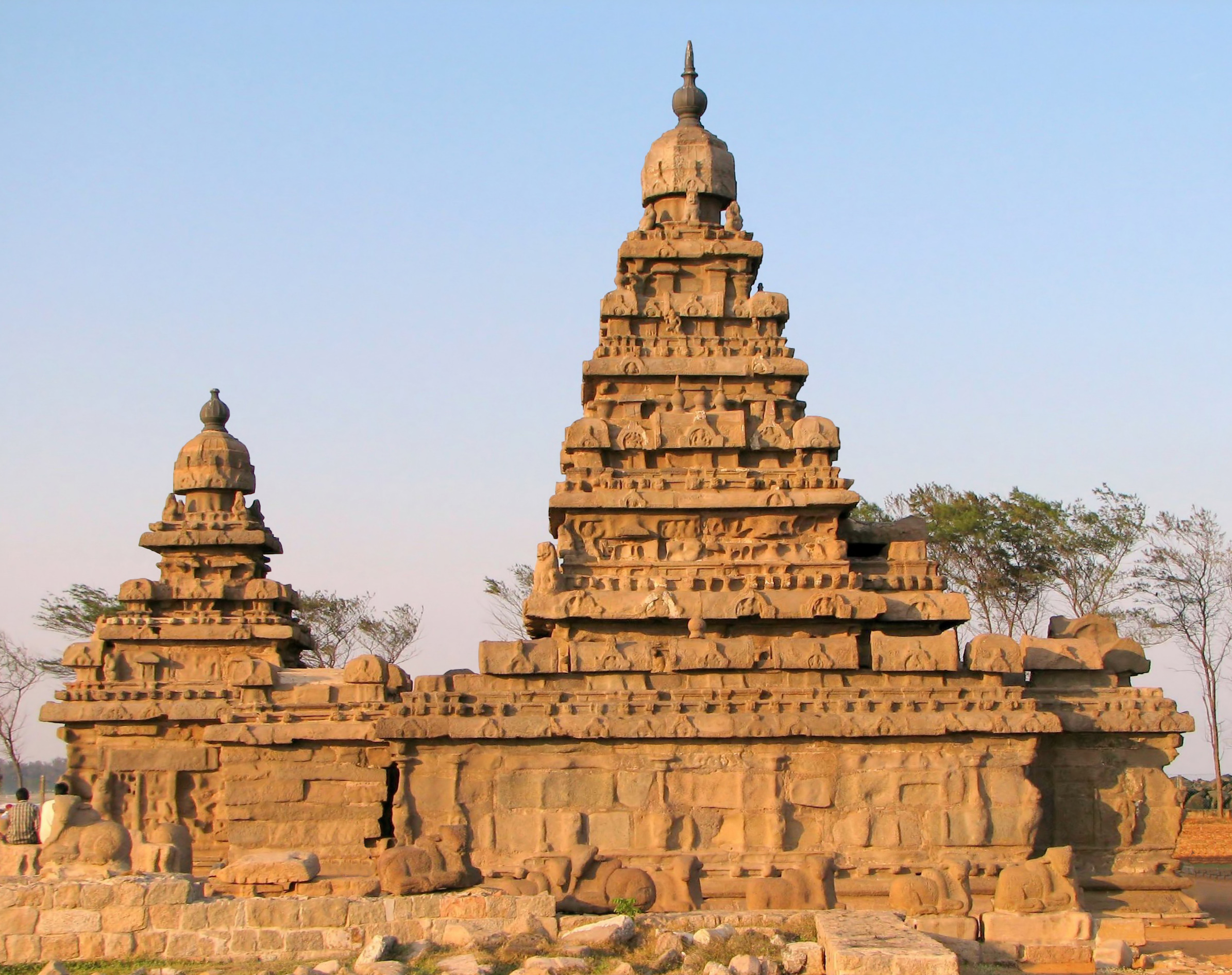
Tallado en la roca el Templo de la Orilla del grupo de Monumentos de Mahabalipuram, Tamil Nadu, 700-728.

Los Pallavas gobernaron desde el(600–900) y sus mayores éxitos construidos son los templos de arquitectura tallada en la roca en India en Mahabalipuram y su capital Kanchipuram, ahora ubicada en Tamil Nadu.
Los primeros ejemplos de construcciones de la dinastía Pallava son los templos excavados en roca que datan de los años 610 - 690 y los templos estructurales de los años 690 - 900. Los mayores logros de la arquitectura Pallava son el tallado de roca del Grupo de Monumentos de Mahabalipuram, en Mahabalipuram, declarado Patrimonio de la Humanidad de la UNESCO, incluyendo el Templo de la Orilla. Este grupo incluye salas de pilares excavadas en forma de pasillos, sin techo externo excepto el de la misma roca natural, y también santuarios monolíticos en los que la roca natural se corta en su totalidad y se talla para dar un techo externo. Los primeros templos estaban dedicados principalmente a Shiva. 
El templo de Kailāsanātha también llamado Rajasimha Pallaveswaram en Kanchipuram construido por Narasimhavarman II también conocido como Rajasimha es un buen ejemplo del templo de estilo Pallava.
Contrariamente a la impresión popular acerca del éxito del imperio de los Cholas como pioneros en la construcción de complejos de templos grandes, fueron los Pallavas quienes realizaron la creación de grandes templos después de comenzar la construcción de templos sin mortero, ladrillos, etc. Ejemplos de tales templos son los templos de Thiruppadagam y Thiruooragam que tienen imágenes de 11 m de altura de Vishnu en su manifestación como Trivikrama que se forma a sí mismo. En comparación, los Lingam de Shiva en los Grandes templos vivientes Chola en Thanjavur y el templo Gangaikondacholisvaram tienen una altura de 5.5 m. Teniendo en cuenta que el templo de Kailāsanātha construido por Rajasimha de la dinastía Pallava fue la inspiración para templo Brihadisvara, de la dinastía Chola en Thanjavur, se puede concluir con seguridad que los Pallavas fueron de los primeros emperadores en la India en construir grandes complejos de templos y grandes deidades e ídolos. Muchos templos de Shiva y Vishnu en Kanchi, construidos por los grandes emperadores de Pallava y, de hecho, sus incomparables Pancha Rathas y El descenso del Ganges— se proponen Patrimonio Mundial de la UNESCO. Los templos continuos del área de Chola, Pallava y Pandya, así como el grupo de Sethupathy entre Pudukkottai y Rameswaram representan uniformemente el pináculo del estilo de arquitectura del sur de India que supera cualquier otra forma de arquitectura prevalente entre la meseta del Decán y Kanyakumari.

### Imperio Rashtrakuta

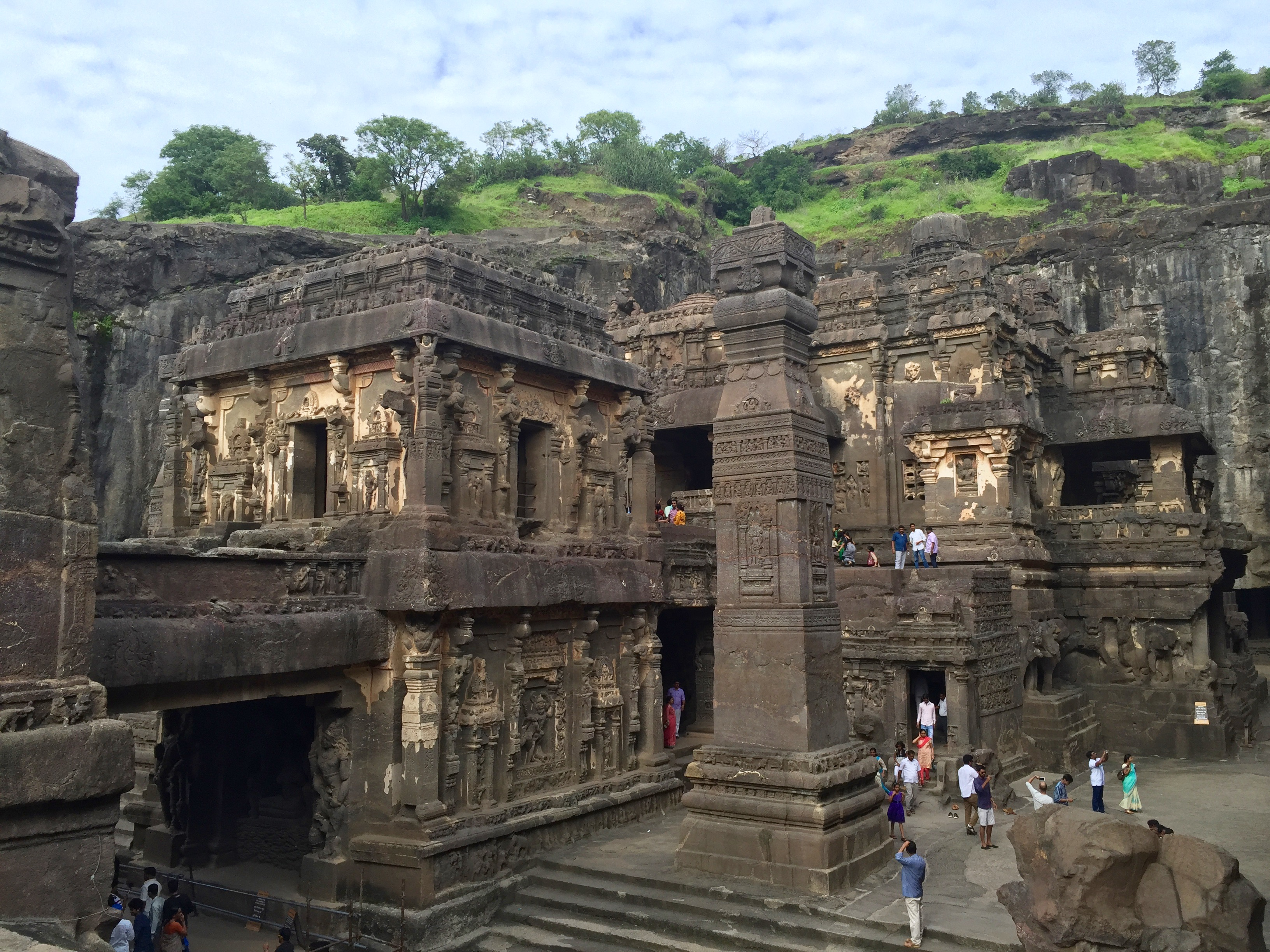
El templo de Kailash excavado en las Grutas de Ellora.

Los Rashtrakutas que gobernaron el Decán desde Karnataka durante el período del 753 hasta el 973, construyeron algunos de los mejores monumentos dravídicos en Ellora (el templo de Kailāsanātha), en el lenguaje de la arquitectura rupestre, con un estilo que muestra influencias del norte y del sur de la India. Algunos otros monumentos son el templo Jaina Narayana en Pattadakal y los templos Navalinga en Kuknur en Karnataka.
Las contribuciones del imperio Rashtrakuta al arte y la arquitectura se reflejan en los espléndidos santuarios excavados en la roca en Ellora y Elephanta, situados en el actual Maharashtra. Se dice que en total construyeron 34 santuarios en la roca, pero el más extenso y suntuoso de todos ellos es el templo Kailāsanātha en Ellora. El templo es una magnífica expresión del arte dravídico. Las paredes del templo tienen maravillosas esculturas de la mitología hindú, como Ravana, Shiva y Parvati, mientras que los techos tienen pinturas. Estos proyectos fueron encargados por el rey Krishna I, después de que la dinastía Rashtrakuta se extendiera al sur de la India desde el Decán. El estilo arquitectónico utilizado fue en parte dravídico. No contienen ninguno de los sikharas comunes al estilo nagara y se construyeron en las mismas líneas que el templo Prasanna Virupaksha en Pattadakal.

### Chalukya occidental

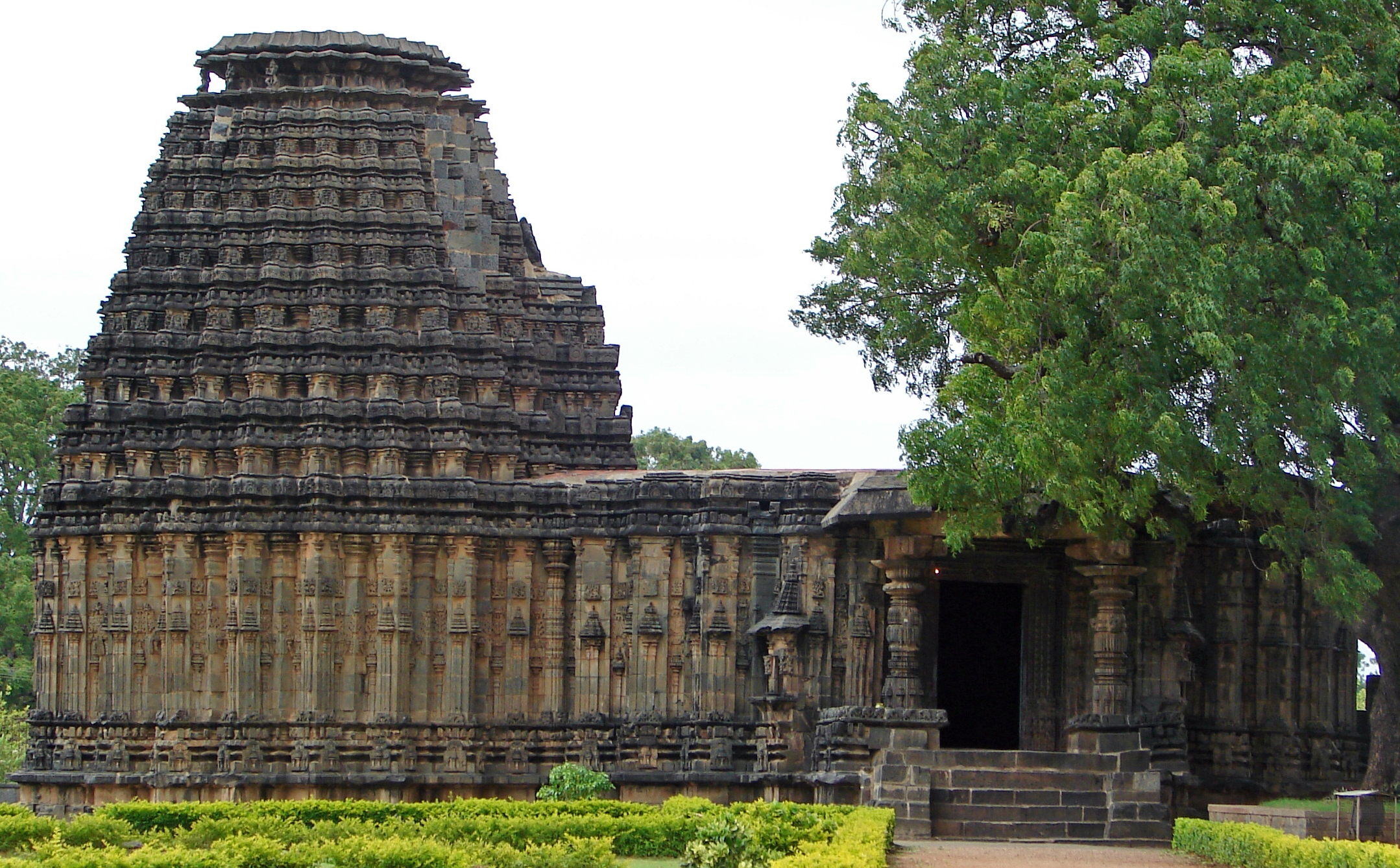
Templo Doddabasapp, Dambal, distrito de Gadag, Karnataka.

Los chalukyas occidentales también llamados kalyani chalukyas o chalukyas posteriores gobernaron el Decán de 973 al 1180 desde su capital Kalyani en Karnataka moderno y refinaron todavía más el estilo chalukya, llamada la arquitectura chalukya occidental. Más de 50 templos existen en el río Krishná - Tungabhadra en el centro de Karnataka. El Kasi Vishveshvara en Lakkundi, Mallikarjuna en Kuruvatii, el templo de Kalleshwara en Bagali y Mahadeva en Itagi son los mejores ejemplos producidos por los arquitectos chalukyas.
El reinado del imperio de los chalukya occidentales fue un período importante en el desarrollo de la arquitectura en el Decán. Sus avances arquitectónicos actuaron como un vínculo conceptual entre la arquitectura de Badami chalukya del siglo VIII y la arquitectura Hoysala popularizada en el siglo XIII. El arte de los chalukyas occidentales a veces se denomina «estilo Gadag» debido a la cantidad de templos ornamentados que construyeron en la región del río Tungabhadra - Krishná en el actual distrito de Gadag en Karnataka. La construcción de sus templos alcanzó su madurez y culminación en el siglo XII, con más de cien templos construidos en todo el Decán, más de la mitad de ellos en la actual Karnataka. Aparte de los templos, también son bien conocidos por sus estanques escalonados adornados (Pushkarni) que servían como lugares de baño rituales, muchos de los cuales están bien conservados en Lakkundi. Sus diseños de estanques escalonados fueron incorporados más tarde por los imperios de Hoysalas y Vijayanagara en los siglos venideros.

### Pandya

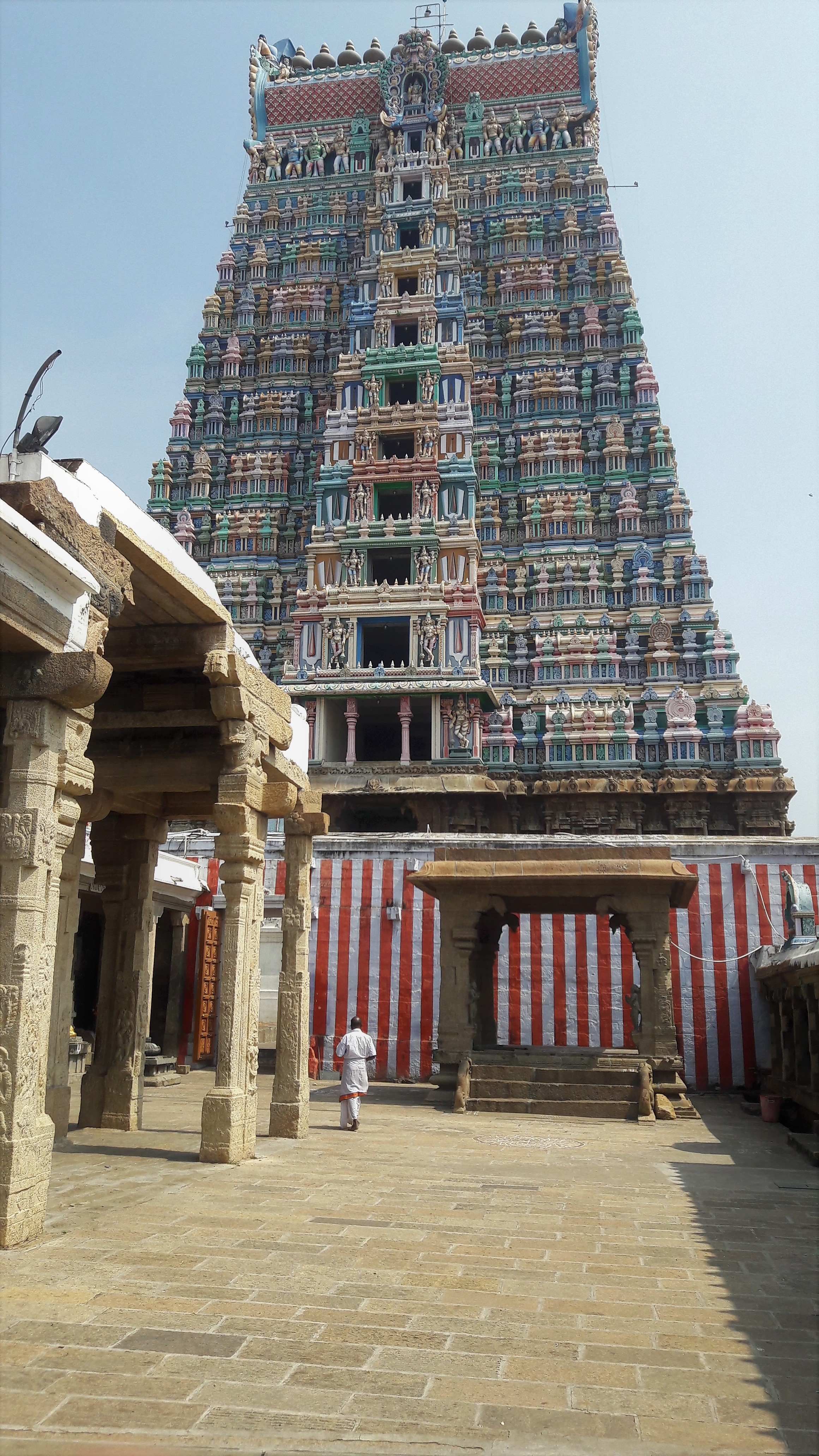
Srivilliputtur Andal.

El Templo de Srivilliputhur Andal Rajagopuram es el símbolo oficial del gobierno de Tamil Nadu. Se dice que fue construido por Periyaazhvar, el suegro del Señor, con una bolsa de oro que ganó en los debates celebrados en el palacio del rey Vallabhadeva de la dinastía Pandya.
El hito principal de Srivilliputtur es una estructura de torre de 12 niveles dedicada al Señor de Srivilliputtur, conocida como Vatapatrasayee. La torre de este templo se eleva 59 m de altura y es el símbolo oficial del Gobierno de Tamil Nadu. Otros templos importantes de los pandyas incluyen el famoso templo Meenakshi en Madurai.

### Cholas

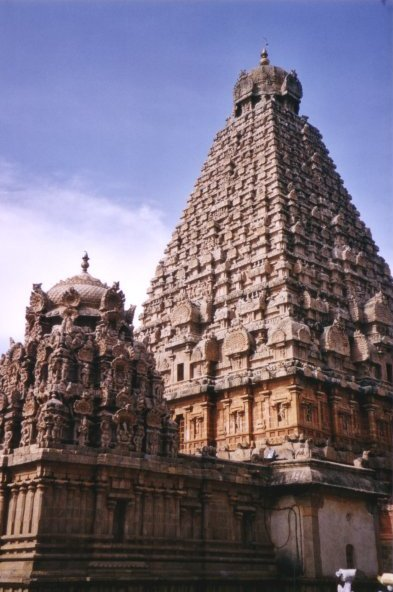
Detalle del vimanam principal (torre) del Templo Thanjavur-Tamil Nadu.

Los reyes de la dinastía Chola gobernaron desde el año 848 hasta el 1280, e incluyeron a Rajaraja Chola I y su hijo Rajendra Chola, quienes construyeron templos como el templo Brihadisvara de Thanjavur y el templo Gangaikondacholisvaram y el templo Airavatesvara en Darasuram y el Sarabeswara (Shiva), también llamado el templo Kampahareswarar en Thirubhuvanam , los dos últimos templos se encuentran cerca de Kumbakonam. Los primeros tres de los cuatro templos mencionados anteriormente se titulan Los grandes templos vivientes Chola y se encuentran como sitios del Patrimonio Mundial por la UNESCO.
Los cholas fueron prolíficos constructores de templos desde los tiempos del primer rey Vijayalaya Chola, después de los cuales existe la cadena ecléctica del templo Vijayalaya Chozhisvaram cerca de Narttamalai. Estos son los primeros ejemplares de templos dravidianos bajo las cholas. Su hijo Aditya I construyó varios templos alrededor de las regiones de Kanchi y Kumbakonam. 

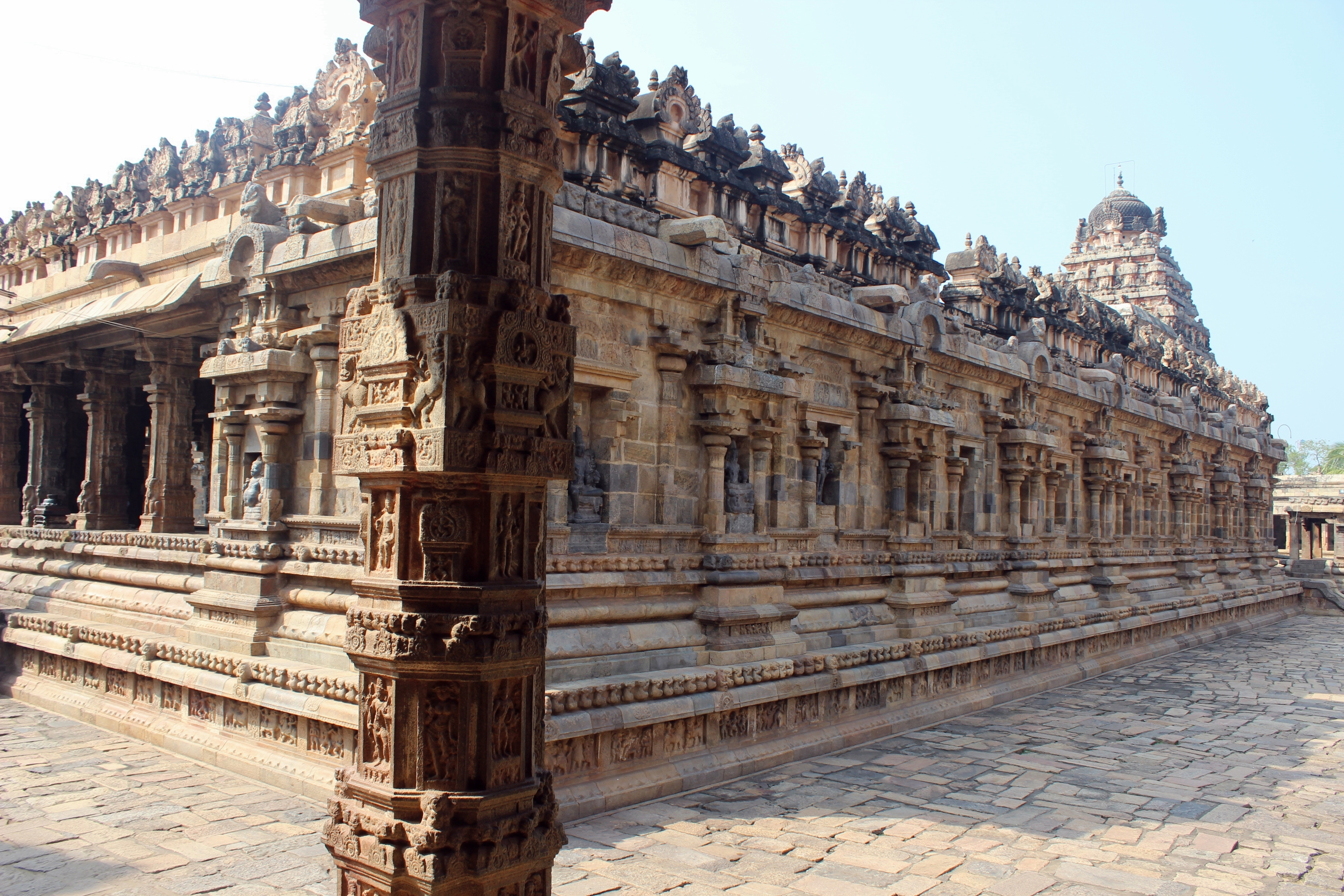
Un pilar de arquitectura dravídica en el templo Airavatesvara, Darasuram, distrito de Thanjavur, Tamil Nadu.

La construcción del templo recibió un gran ímpetu de las conquistas y el genio de Aditya I, Parantaka I, Sundara Chola, Rajaraja Chola y su hijo Rajendra Chola I, este último construyó el Templo Rajaraja en Thanjur con su propio nombre. La madurez y la grandeza a la que había evolucionado la arquitectura Chola se expresaron en los dos templos de Tanjavur y el templo Gangaikondacholisvaram. También Rajendra Chola I se proclamó a sí mismo como Gangaikonda. En una pequeña parte del área Kaveri entre Tiruchy-Tanjore-Kumbakonam, en el apogeo de su poder, los cholas dejaron más de 2300 templos, junto con el área de Tiruchy-Thanjavur con más de 1500 templos. El magnífico templo de Shiva de Thanjavur construido por Raja Raja I en 1009, así como el templo Gangaikondacholisvaram, completado alrededor de 1030, son memoriales apropiados para los logros materiales y militares de la época de los dos emperadores Chola. El mayor y más alto de todos los templos indios de su época, el Tanjore Brihadisvara se encuentra en el vértice de la arquitectura del sur de la India. De hecho, dos reyes sucesores de la dinastía Chola, Raja Raja II y Kulothunga III, construyeron el Templo Airavatesvara en Darasuram y el Templo Kampahareswarar Shiva en Tribhuvanam respectivamente, ambos templos se encuentran en las afueras de Kumbakonam y fueron realizados alrededor del año 1160 y 1200. Los cuatro templos fueron construidos en un período de casi 200 años, reflejando la gloria, prosperidad y estabilidad bajo los emperadores de la dinastía Chola.
Contrariamente a la impresión popular, los emperadores de Chola patrocinaron y promovieron la construcción de un gran número de templos que se extendieron por la mayor parte de su imperio.  Estos incluyen 40 de los 108 Vaishnava Divya Desams, de los cuales 77 se encuentran diseminados por la mayor parte del sur de la India y otros en Andhra Pradesh y el norte de la India. De hecho, el templo Ranganatha en Sri Rangam, que es el templo más grande de la India, y el templo Nataraja en Chidambaram —aunque originalmente construido por la dinastía Pallava, pero posiblemente confiscado a los Cholas de la era precristiana cuando gobernaban desde Kanchi— fueron dos de los templos más importantes patrocinados y expandidos por los Cholas y desde los tiempos del segundo rey chola Aditya I, estos dos templos han sido aclamados en inscripciones como deidades tutelares de los Reyes Chola.

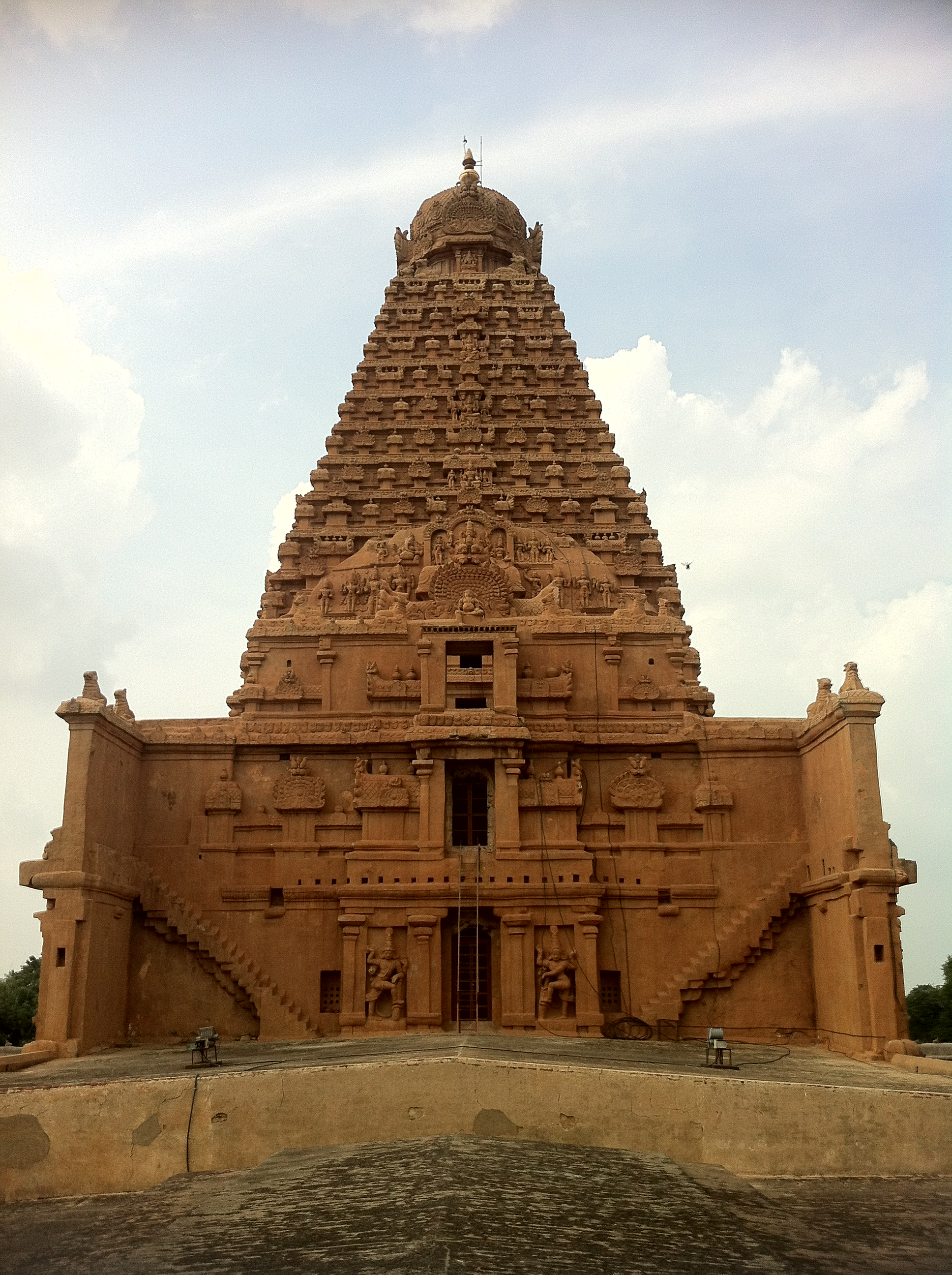
El templo de Brihadesvara, (siglo XI) de Tanjore tiene una torre vimana de 66 m de altura, un ejemplo clásico de la arquitectura dravídica, y la sikhara, una cúpula 25 toneladas, es octogonal y descansa en un único bloque de granito, con un peso de 80 toneladas.

La capilla del templo Koneswaram en la extremidad de un promontorio y el templo Ketheeswaram y el Munneswaram compuestos contenían altas torres gopuram según las reglas de expansión de los cholas de Trincomalee, Mannar, Puttalam y Chidambaram, que se intensificó con la construcción de estos últimos estilos sincréticos de la arquitectura dravídica.
Por supuesto, los dos templo Brihadisvaras en Thanjavur y Gangaikonda Cholapuram así como los otros dos templos de Shiva, el Templo Airavatesvara de Darasuram y el de Sharabha, que también es popular como el templo Kampahareswarar, ambos en las afueras de Kumbakonam fueron los templos reales de los Cholas para conmemorar sus innumerables conquistas y subyugación de sus rivales de otras partes del sur de la India, meseta del Decán o Sri Lanka y las áreas de Narmada-Mahanadi-Gangtic.
El templo Gangaikondacholisvaram, la creación de Rajendra Chola I, tenía la intención de superar a su predecesor en todos los sentidos. Completado alrededor de 1030, solo dos décadas después del templo en Thanjavur y en casi el mismo estilo, la mayor elaboración en su apariencia atestigua el estado más próspero del imperio Chola bajo Rajendra. Este templo tiene un Shiva linga más grande que el de Thanjavur pero el vimana de este templo es más pequeño en altura que su opositor.
El período Chola también es notable por sus esculturas y bronces en todo el mundo. Entre los especímenes existentes en museos de todo el mundo y en los templos del sur de la India se pueden ver muchas figuras de Shiva en diversas formas, como Vishnu y su consorte Lakshmi, y los santos de Shiva. Aunque en general se ajustaban a las convenciones iconográficas establecidas por una larga tradición, los escultores trabajaron con gran libertad en los siglos XI y XII para lograr una gracia y grandeza clásicas. El mejor ejemplo de esto se puede ver en la forma de Nataraja, la bailarina divina.

### Hoysalas

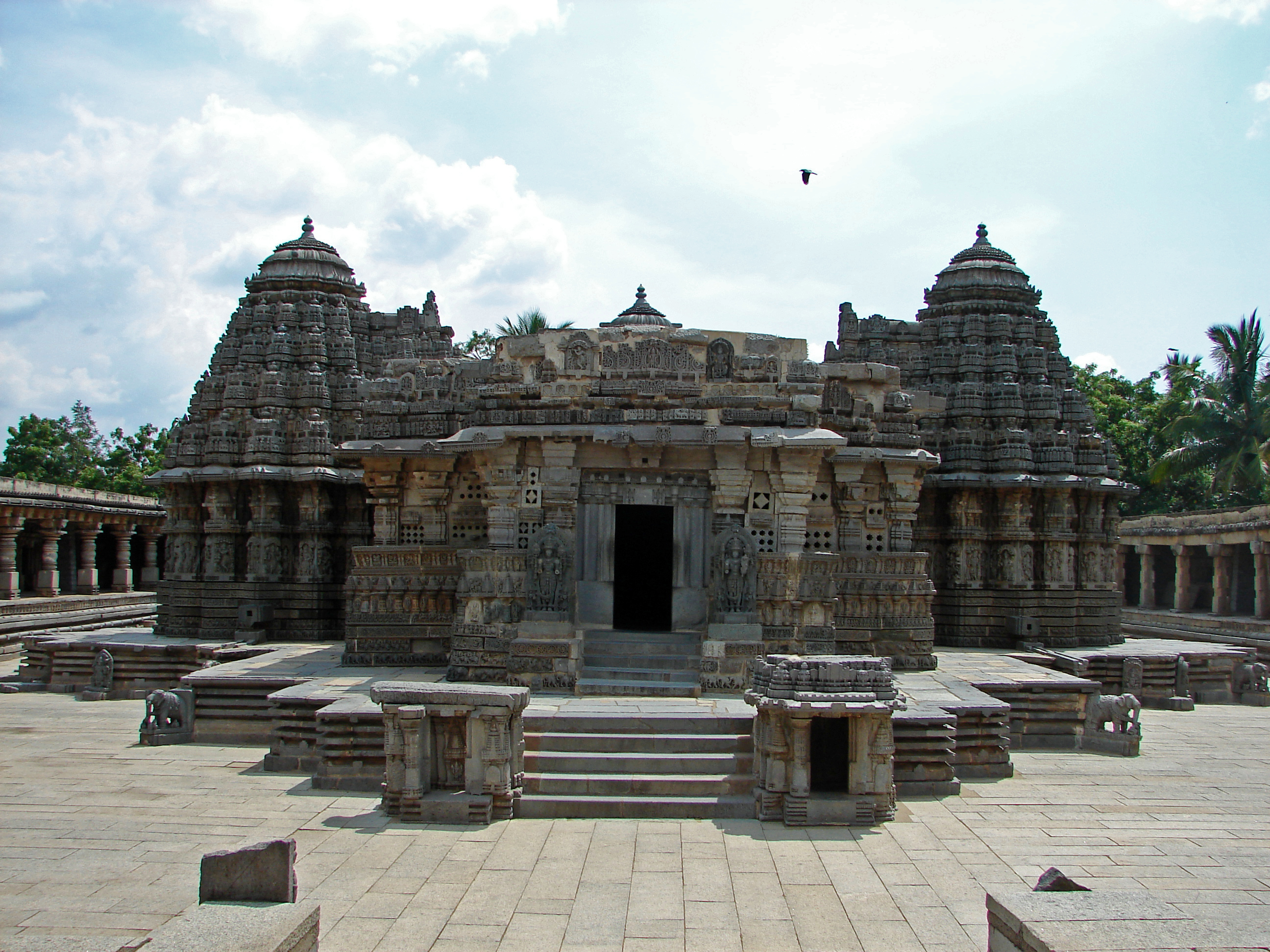
Arquitectura simétrica en Jagati, Somanathapura, Karnataka.

Los reyes de Hoysala gobernaron el sur de la India durante el período (1100–1343) desde su capital, Belur y más tarde, Halebidu en Karnataka, y desarrollaron un lenguaje de arquitectura único llamado la arquitectura Hoysala en el estado de Karnataka. Los mejores ejemplos de su arquitectura son el Templo de Chennakesava en Belur, el Templo de Hoysaleswara en Halebidu y el Templo de Kesava en Somanathapura.
El interés moderno en los hoysalas se debe a su patrocinio del arte y la arquitectura en lugar de sus conquistas militares. El enérgico edificio del templo en todo el reino se logró a pesar de las constantes amenazas de los pandyas al sur y los seunas yadavas al norte. Su estilo arquitectónico es una rama del estilo chalukya occidental, que muestra distintas influencias dravídicas. El estilo de arquitectura de hoysala se describe como «Karnata Dravida» para distinguirlo del «Dravida tradicional», y se considera una tradición arquitectónica independiente con muchas características únicas.

### Vijayanagara

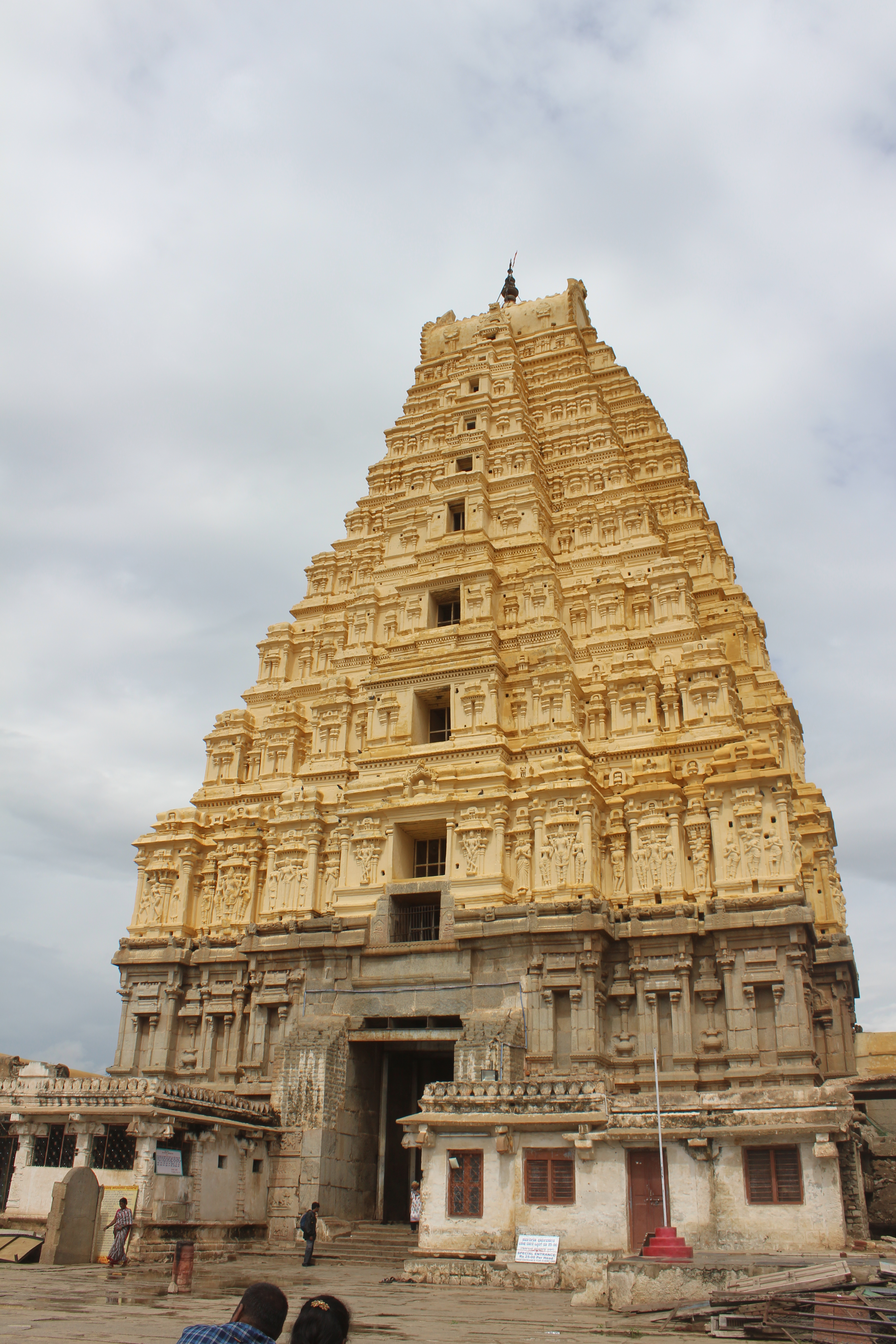
Templo de Virupaksha

Todo el sur de la India fue gobernado por el imperio Vijayanagara desde (1343–1565), quien construyó varios templos y monumentos en su estilo híbrido en su capital, Vijayanagara, en Karnataka. Su estilo fue una combinación de los desarrollados en el sur de la India en los siglos anteriores. Además, las columnas de Yali, balaustradas y manatapa con pilares decorados son una contribución única. El rey Krishna Deva Raya y otros construyeron muchos templos famosos en todo el sur de la India en el estilo de arquitectura Vijayanagara.
La arquitectura Vijayanagara es una combinación vibrante de los estilos chalukya, hoysala, pandya y chola, expresiones idiomáticas que prosperaron en los siglos anteriores. Su legado de escultura, arquitectura y pintura influyó en el desarrollo de las artes mucho después de que el imperio llegara a su fin. Su sello distintivo es la estilística adornado con columnas Kalyanamantapa, Vasanthamantapa y el Rayagopura. Los artesanos utilizaron el granito duro disponible local debido a su durabilidad ya que el reino estaba bajo constante amenaza de invasión. Mientras que los monumentos del imperio se extiendieron por todo el sur de la India, nada supera el vasto espectáculo de monumentos al aire libre en su capital en Vijayanagara, un sitio del Patrimonio Mundial de la UNESCO.
En el siglo XIV, los reyes continuaron construyendo monumentos de estilo vesara o decán, pero luego incorporaron gopurams de estilo dravídico para satisfacer sus necesidades rituales. El templo Prasanna Virupaksha (templo subterráneo) de Bukka I y el templo Hazare Rama de Deva Raya I son ejemplos de la arquitectura decán. La ornamentación variada e intrincada de los pilares es una marca de su trabajo. En Hampi, aunque el templo de Vitthala es el mejor ejemplo de su estilo Kalyanamantapa con pilares, el templo de Hazara Ramaswamy es un ejemplo modesto pero perfectamente terminado. Un aspecto visible de su estilo es su regreso al arte simple y sereno desarrollado por la dinastía Chalukya. Un gran ejemplar del arte de Vijayanagara, el templo de Vitthala, costó varias décadas para completarse durante el reinado de los reyes Tuluva.

### Kerala
La versión de la arquitectura dravídica encontrada en Kerala en el extremo suroeste es significativamente diferente. Los templos muy grandes son raros, y los techos inclinados con aleros sobresalientes dominan el contorno, a menudo dispuestos en varios niveles. Al igual que en Bengala, esta es una adaptación a las fuertes lluvias monzónicas. Usualmente hay un núcleo de piedra debajo de una superestructura de madera. La arquitectura de Kerala se remonta a la dinastía Chera en el siglo XII, y se han utilizado una variedad de planos de planta, incluidos los circulares. El desarrollo de complejos de construcción múltiple llegó relativamente tarde.

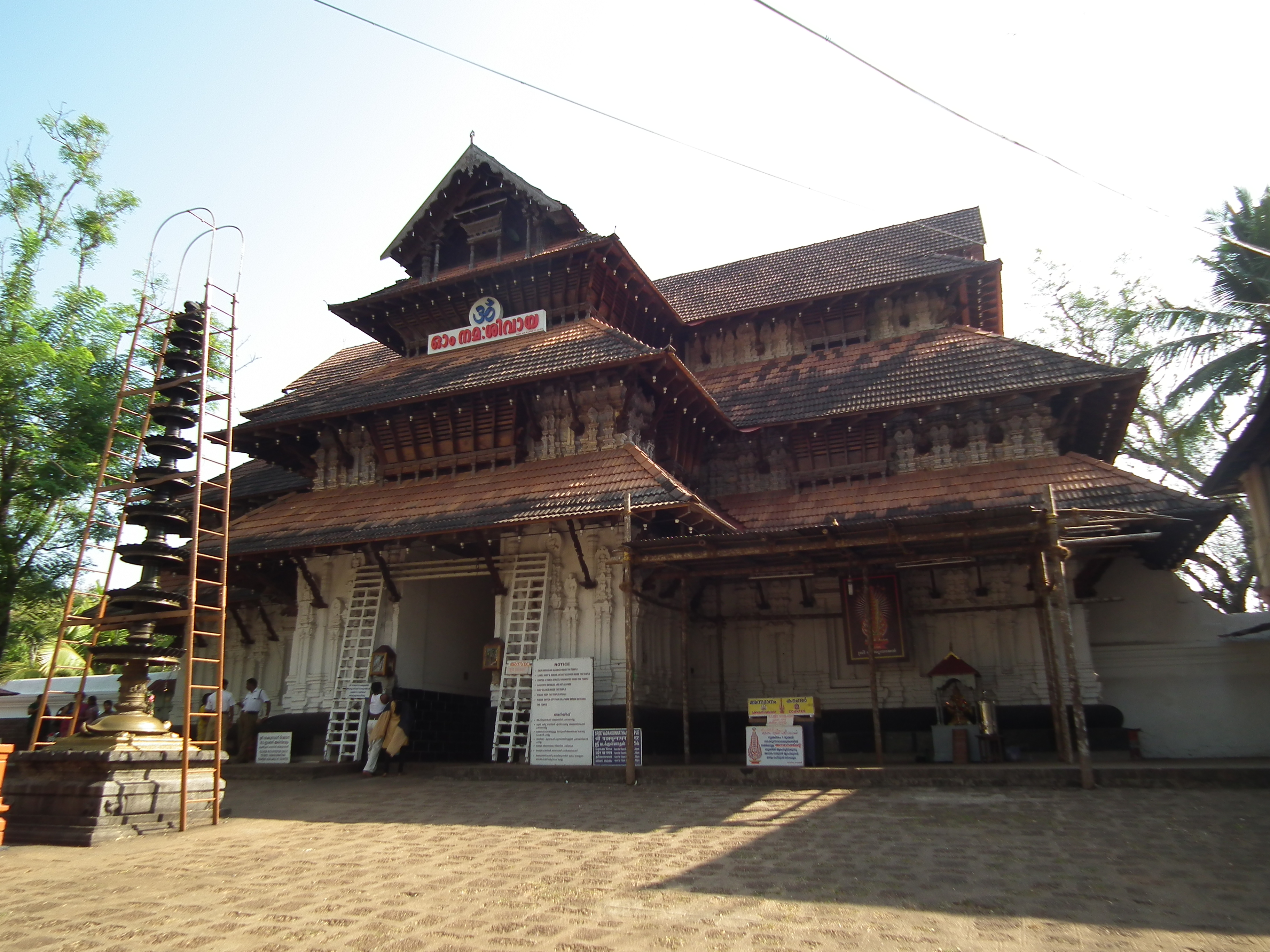
Templo Vadakkunnathan.
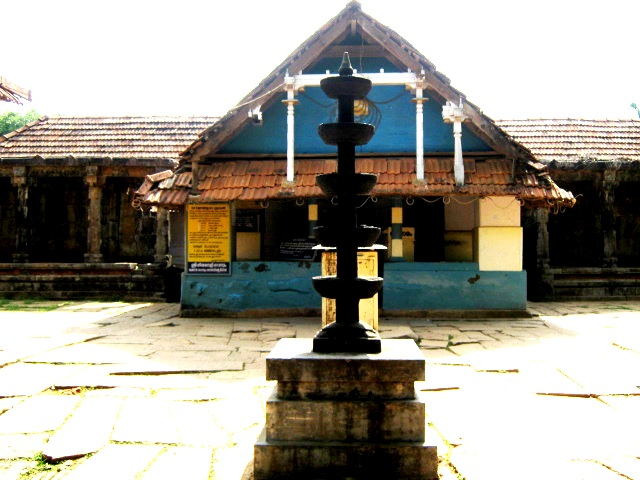
Templo Thirunelli.

### Jaffna
La cultura de una región es reconocible en la arquitectura. Jaffna está cerca del sur de la India y la mayoría de los habitantes tienen un origen dravídico. En la antigua ciudad real de Nalur, hay ruinas arquitectónicas del reino de Jaffna.

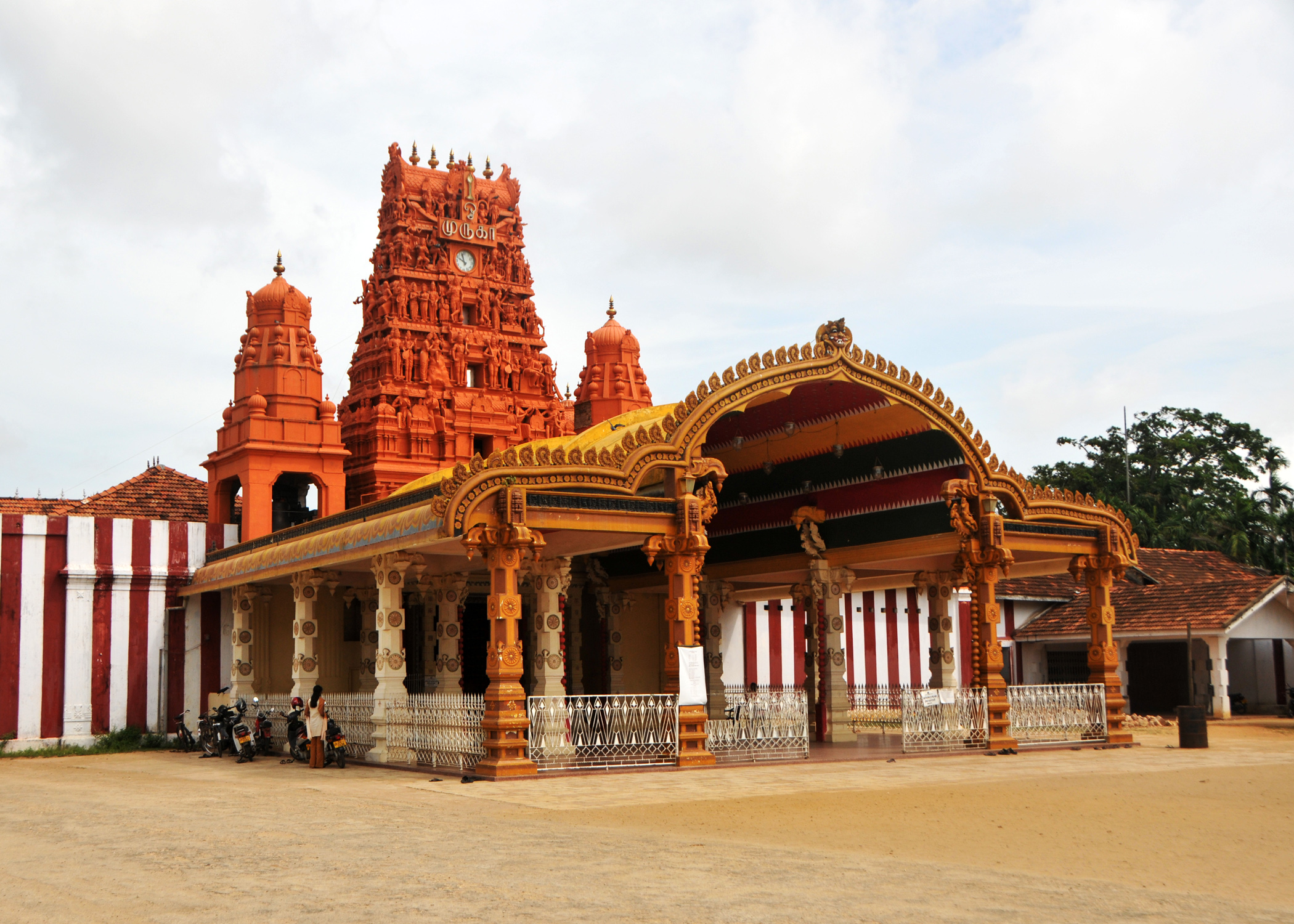
Entrada de templo de Nallur Kandaswamy.
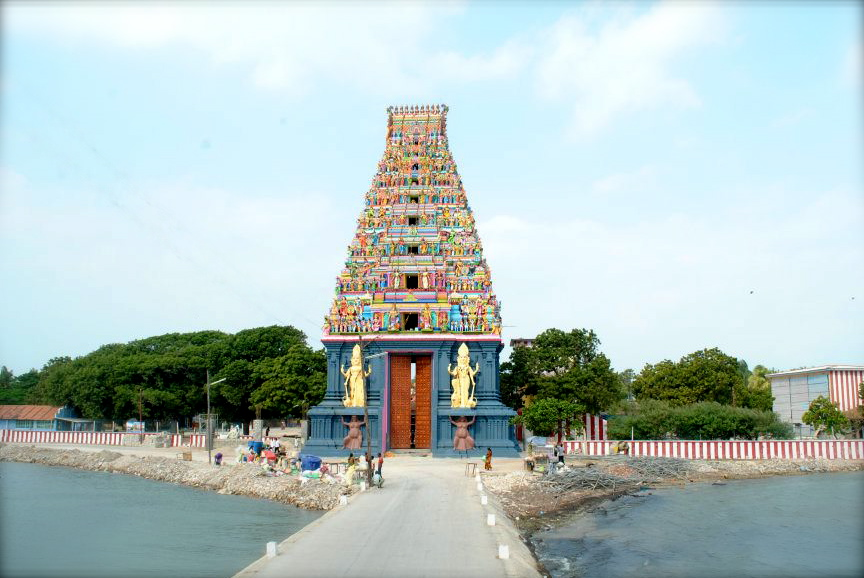
Gopuram del templo Nainativu Nagapooshani Amman .
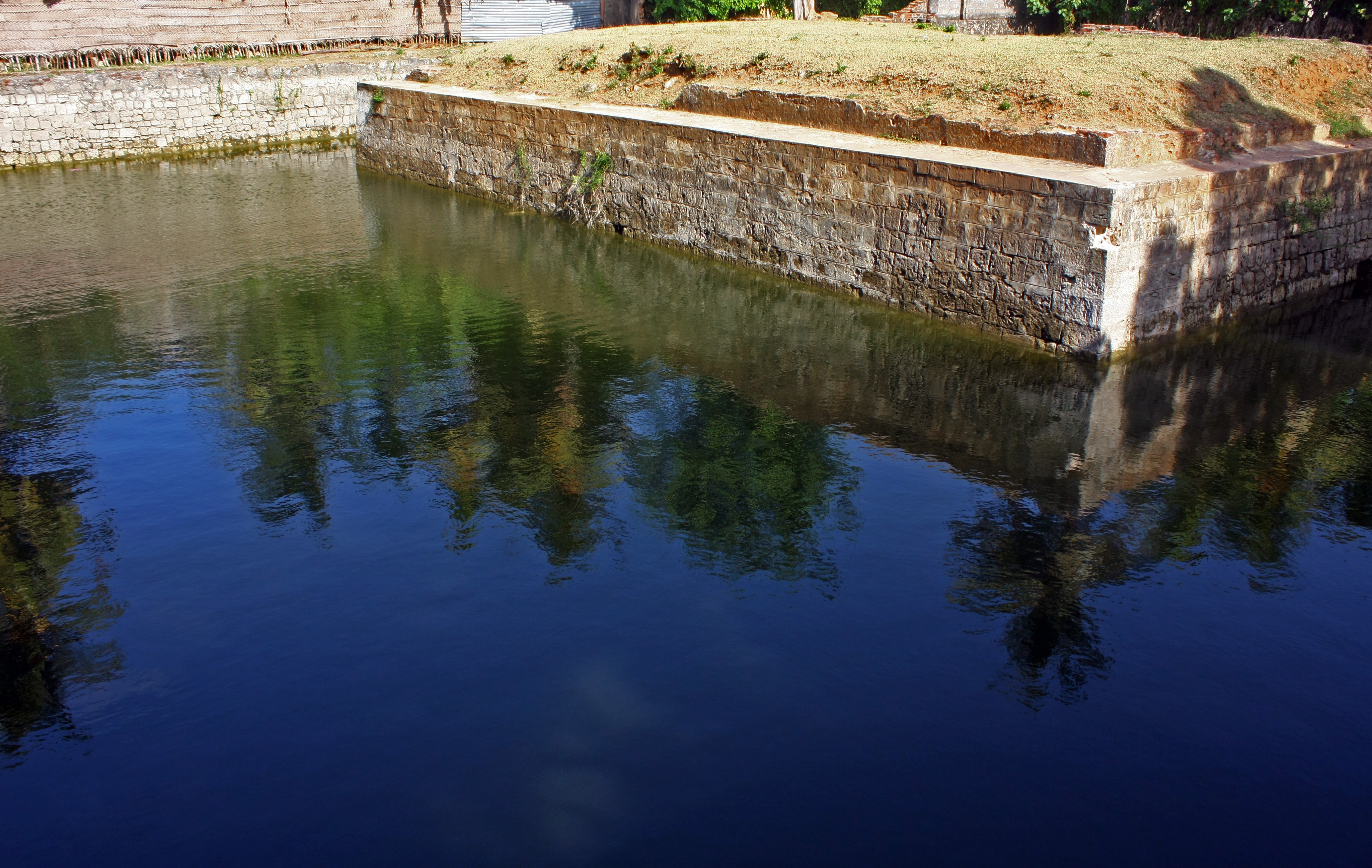
Yamuna Eri, un antiguo estanque de Nalur.
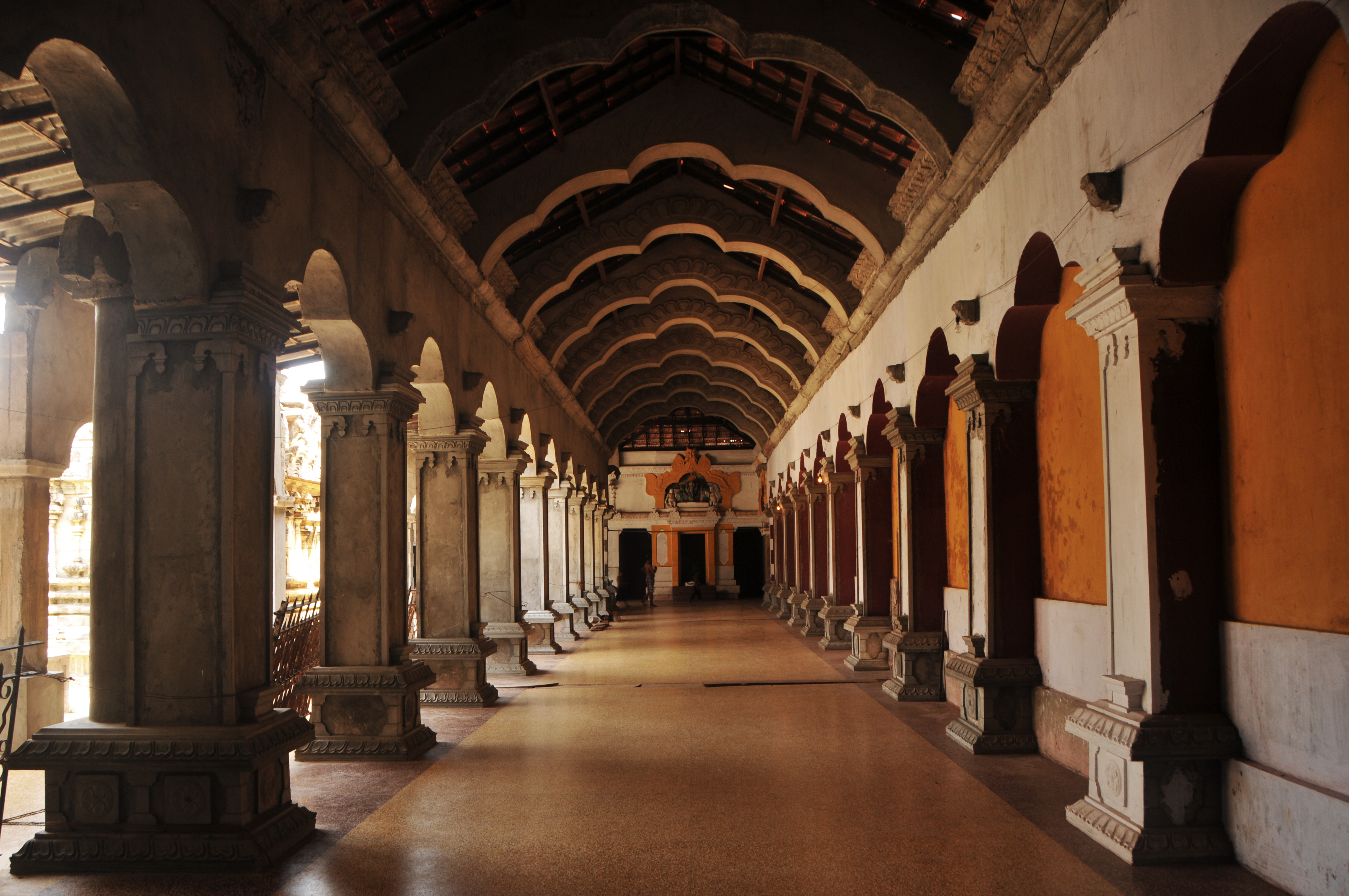
Corredor del templo Naguleswaram.
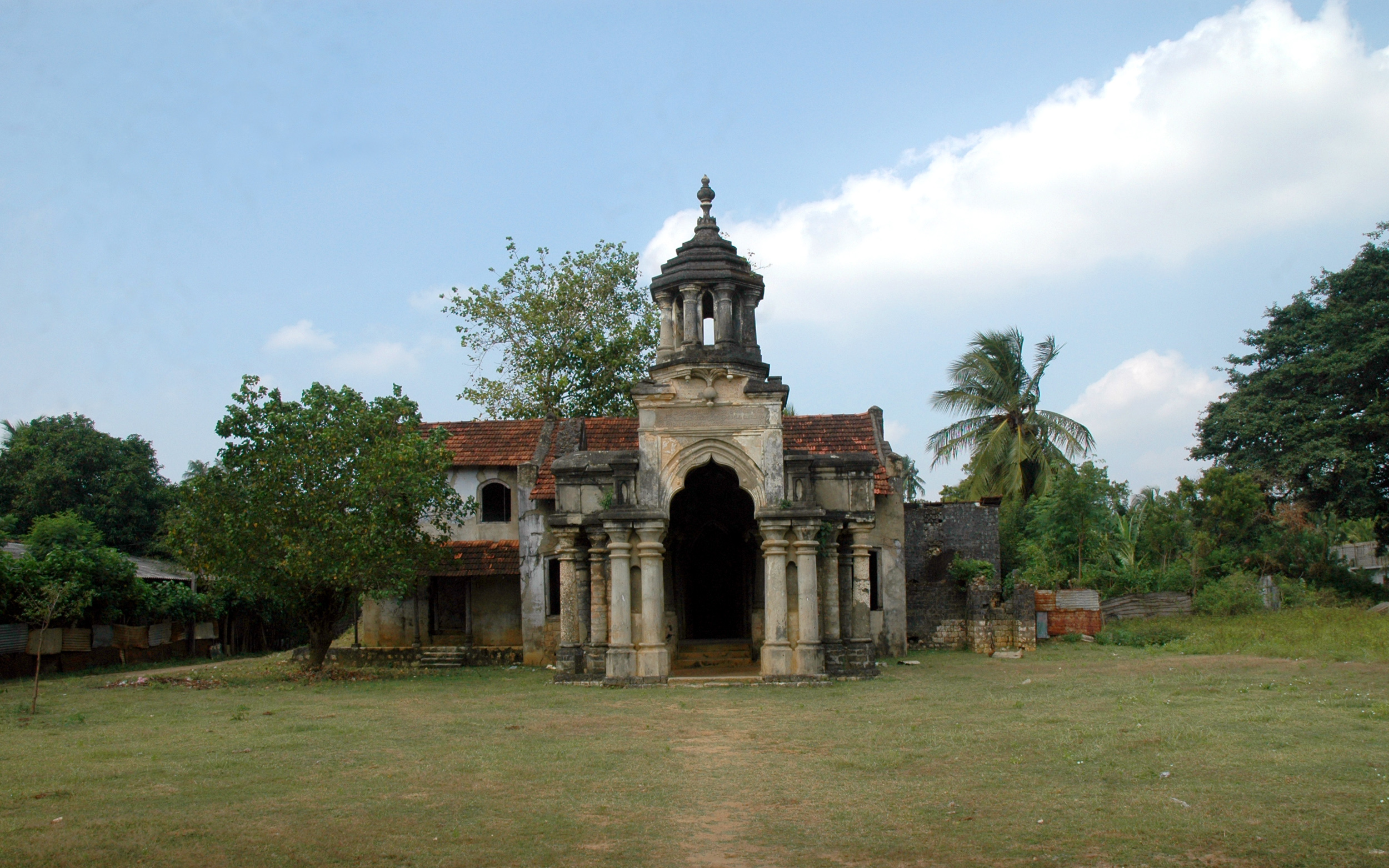
Mantri Manai, restos de los cuarteles de los ministros del reino de Jaffna. Está construido en un estilo euro-dravídico.